# Socjalistyczny feminizm
Socjalistyczny feminizm – neolewicowy ruch polityczny powstały na przełomie lat 60. i 70. XX wieku jako jedna z gałęzi ruchu feministycznego. Jego początków można doszukiwać się jednak w publikacji Wołanie o prawa kobiety autorstwa Mary Wollstonecraft z 1792 roku oraz publikacji Williama Thompsona z początków XIX wieku. Pierwszą publikacją, która użyła terminu socjalistycznego feminizmu, była prawdopodobnie publikacja Socialist Feminism: A Strategy for the Women's Movement wydana w 1972 roku przez Chicagowski Związek Wyzwolenia Kobiet. Socjalizm feministyczny był początkowo popierany w Europie Zachodniej, jednak z powodu utożsamiania socjalizmu z totalitaryzmem i dogmatem, idea straciła na znaczeniu.
Według zwolenników socjalistycznego feminizmu, cel można osiągnąć poprzez działania na rzecz zakończenia ekonomicznego i kulturowego wyzyskiwania kobiet oraz poprzez wyeliminowanie uprzedzeń dotyczących płci, pochodzenia etnicznego i klasy społecznej . Współcześni zwolennicy tej idei poruszają również problem nierówności w wynagrodzeniach kobiet i mężczyzn . Widzą też potrzebę współpracy z mężczyznami, którzy również byli wyzyskiwani przez kapitalizm.
Idea ta jest uważana za rozszerzenie argumentów zwolenników feminizmu marksistowskiego w kwestii roli kapitalizmu w wyzyskiwaniu kobiet i wspólnie podziela stosunek radykalnego feminizmu do płci i patriarchatu . Zwolennicy socjalistycznego feminizmu odrzucają jednak popierane przez radykalnych feministów twierdzenie, że patriarchat jest jedynym lub głównym źródłem ucisku kobiet ; uważają natomiast, że wyzysk kobiet wynika z powodu ich zależności finansowej od mężczyzn. Próbował połączyć walkę przeciwko wyzyskowi kobiet wraz z walką przeciwko dyskryminowaniu osób z powodu rasy, przynależności do danej klasy społecznej oraz orientacji seksualnych. Część socjalistycznych feministów popiera radykalny feminizm, ponieważ wspólnym celem tych idei jest walka przeciwko patriarchatowi i kapitalizmowi .
Działaczki socjalistyczno-feministycznej amerykańskiej organizacji Radykalne Kobiety oraz powiązanej z nią Socjalistycznej Partii Wolności wskazywali powód wyzyskiwania kobiet z wyzysku klas, powołując się na Genezę rodziny, własności prywatnej i państwa Fryderyka Engelsa oraz na Kobietę i socjalizm Augusta Bebla.
Feminizm socjalistyczny z samym marksizmem wspólnie podziela kierunek materializmu dialektycznego; jest to jeden z powodów, dla których socjalistyczni feminiści rozważają, w jaki sposób seksizm był determinowany przez systemy ekonomiczne poprzednich epok historycznych; odrzucają natomiast marksistowskie przekonanie, że walka klas jest jedynym definiującym aspektem w historii i rozwoju gospodarczym.
Według amerykańskiej feministki Carol Hanisch, sposobem na osiągnięcie socjalistycznego feminizmu jest integracja kobiet oraz rozmawianie o osobistych problemach; wyjaśniła to w wydanej w 1969 roku publikacji The personal is political. Tytuł publikacji, użyty po raz pierwszy przez Hanisch, został przez zwolenników radykalnego feminizmu przyjęty jako podstawowe założenie tej idei.

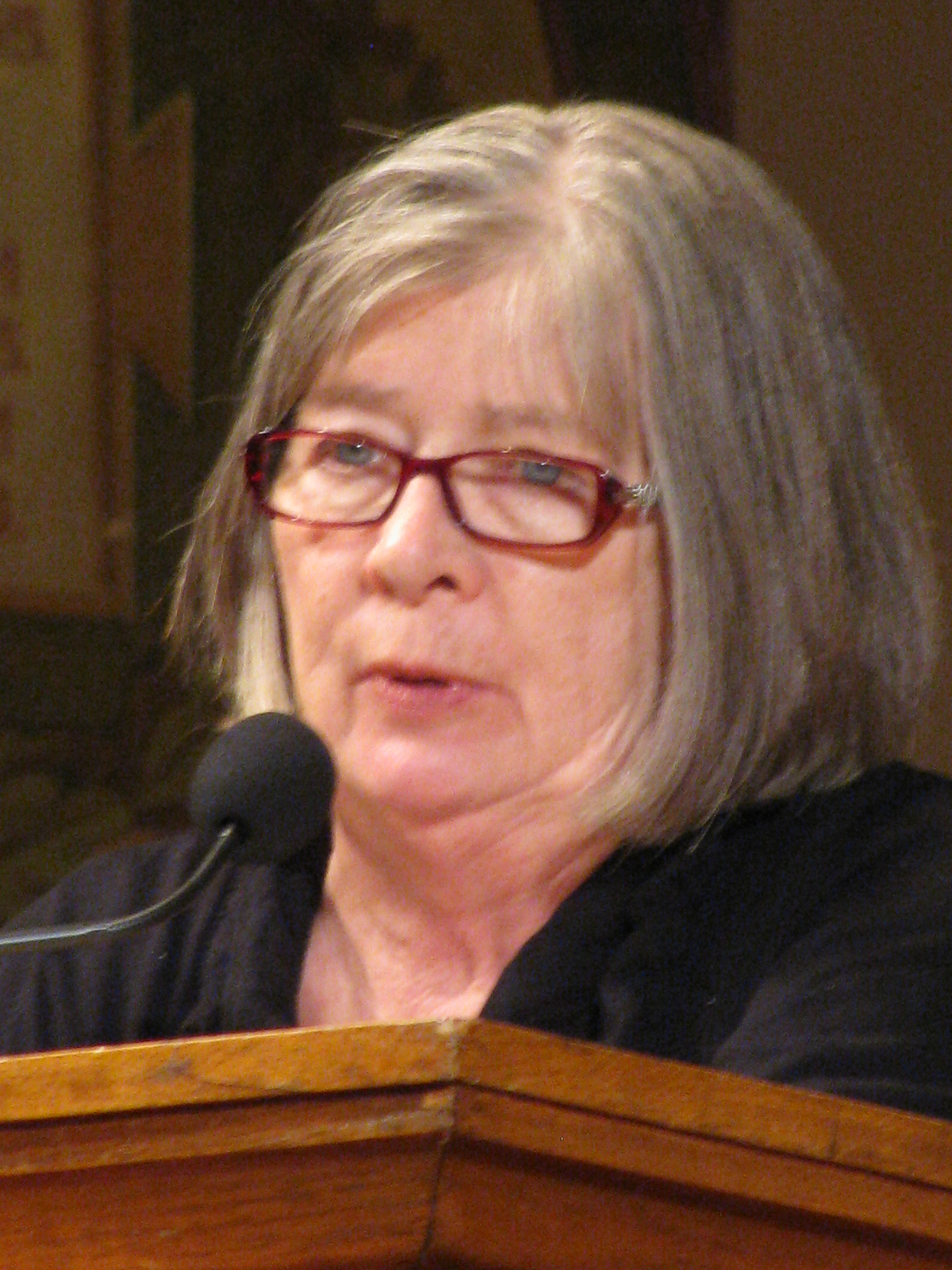
Barbara Ehrenreich (2014)

Inna amerykańska feministka, Barbara Ehrenreich, opisała socjalistyczny feminizm jako ideę internacjonalistyczną i potępiającą rasizm oraz heteroseksizm.
W 2018 roku Kristen Ghodsee wydała książkę pod tytułem Why Women Have Better Sex Under Socialism; autorka podała, że kobiety są dyskryminowane przez wolny rynek, ponieważ kapitaliści uważają kobiety za słabsze, bardziej emocjonalne i niegodne zaufania; w konsekwencji prowadzi to do otrzymywania przez kobietę mniejszego wynagrodzenia niż przez mężczyznę . Z kolei George Bernard Shaw powiedział, że "kapitalizm działa na kobiety jako ciągła łapówka za nawiązywanie stosunków seksualnych za pieniądze" .
Socjalistyczny feminizm jest krytykowany przez część socjalistów, ponieważ uważają feminizm za indywidualistyczny i przeczący socjalizmowi.

## Podstawowe problemy

### Intersekcjonalność
Amerykańska socjalistyczna feministka pochodzenia trynidadzkiego Claudia Jones, członkini Komunistycznej Partii Stanów Zjednoczonych, aktywnie działała na rzecz umożliwienia czarnoskórym kobietom członkostwa w tej partii; według niej partia interesowała się głównie białym, męskim proletariatem. Jones opierała swoje poglądy na marksizmie, feminizmie i czarnym nacjonalizmie; postulowała również walkę przeciwko potrójnemu uciskowi, czyli uciskaniu czarnoskórych kobiet ze względu na rasę, klasę społeczną i płeć.
Amerykańska feministka i historyczka Linda Gordon uznała socjalistyczny feminizm za intersekcjonalny, ponieważ dotyczy on zarówno płci, jak i klasy społecznej. Według niej, ten odłam feminizmu wykazywał intersekcjonalność na długo przed sformułowaniem tej koncepcji w 1989 roku przez Kimberlé Crenshaw. Gordon uważa nawet, że socjalistyczny feminizm rozszerzył w latach 80. koncepcję intersekcjonalności.
Profesor Uniwersytetu Kalifornijskiego w Santa Barbara Kum-Kum Bhavnani oraz badaczka socjalistycznego feminizmu Margaret Coulson twierdzą, że rasa, klasa społeczna i płeć są ze sobą nierozerwalnie powiązane. Inna badaczka feminizmu, Kathryn Harriss, opisała wady socjalistycznego feminizmu, które zaobserwowała w latach 80. w Wielkiej Brytanii; marginalizowane były kobiety popierające ruch wyzwolenia kobiet, wiele lesbijek krytykowało socjalistyczny feminizm z powodu dominacji heteroseksualnych feministek i utrwalania przez nich heteroseksizmu. Idea była krytykowana również przez czarnoskóre kobiety, które miały być pozbawione możliwości udziału w partii z powodu zdecydowanej większości białych kobiet w ruchu wyzwolenia kobiet.

### Macierzyństwo i sfera prywatna
Anna Wheeler i William Thompson opublikowali w 1825 roku książkę pod tytułem The Appeal of One Half the Human Race, Women, Against the Pretensions of the Other Half, Men, to Retain Them in Political, and thence in Civil and Domestic Slavery; autorzy w niej wyjaśnili, że kobieta, poprzez wykonywanie prac domowych jak gotowanie, sprzątanie lub pranie, przyczynia się do utrzymania kapitalizmu. Według Wheeler i Thompsona, kapitalizm upadnie, gdy kobieta nie będzie wykonywała prac domowych.
Z kolei francuska działaczka socjalistyczna Flora Tristan opublikowała w 1843 roku artykuł Le pourquoi je mentionne les femmes; według niej kobiety nie mają dostępu do edukacji ani pracy zarobkowej, ponieważ są zmuszane przez mężczyzn do wykonywania prac domowych oraz opieki nad dziećmi.
Amerykańska feministka Charlotte Perkins Gilman uważała, że macierzyństwo wyklucza kobiety ze sfery publicznej i uzależnia je ekonomicznie od mężczyzn; popierała również zatrudnianie niań i gospodyń domowych w celu odciążenia roli kobiety w domu .

### Różnice w wynagrodzeniach ze względu na płeć
Feministyczna filozofka Rosemarie Tong uważa, że trzy najczęstsze przyczyny różnic w wynagrodzeniach kobiet i mężczyzn to :
- jawna dyskryminacja płacowa kobiet,
- koncentracja kobiet na niskopłatnych, zdominowanych przez kobiety zawodach,
- wysoki odsetek kobiet pracujących w niepełnym wymiarze godzin.

Według Tong, różnice w wynagrodzeniach kobiet i mężczyzn nie wynikają z kapitalizmu i patriarchatu, a z feminizacji i obniżenia znaczenia sektora usług; to z kolei doprowadziło do braku innych, lepiej płatnych prac dla kobiet, co spowodowało różnice w płacach .
Różnice w wynagrodzeniach ze względu na płeć jest problemem powszechnym szczególnie w Stanach Zjednoczonych; Alison Jaggar w wydanej przez siebie publikacji Feminist Policy and Human Nature podała, że te różnice wynikają z biologicznych różnic między kobietami a mężczyznami, co z kolei ma wpływ na wydajność pracy .

## Powiązania z innymi ideamifeministycznymi

### Feminizm materialistyczny
Pierwszy raz termin feminizmu materialistycznego został użyty w 1975 roku przez francuską feministkę Christine Delphy . Idea ta podkreśla, że zrozumienie kapitalizmu i patriarchatu jest kluczowe do zrozumienia, dlaczego kobiety są wyzyskiwane; idea koncentruje się również nie na reformach gospodarczych, a na zmianach w społeczeństwie. Zwolennicy tego odłamu feminizmu uważają również współpracę kobiet za kluczowy . Feminizm materialistyczny został uznany za dobrą alternatywę dla feminizmu marksistowskiego .
Według Christine Delphy, kobiety potrzebują materializmu, by lepiej poznać swoją sytuację. Uważała również, że małżeństwo jest umową o pracę, która daje mężczyznom prawo do wykorzystywania kobiet.

### Podteorie socjalizmu feministycznego

#### Anarchofeminizm
Anarchofeminizm (feminizm anarchistyczny) postrzega patriarchat jako przejaw przymusowej hierarchii, którą anarchofeminiści chcą zastąpić zdecentralizowanymi grupami; uważają również, że walka przeciwko patriarchatowi jest ważną częścią walki klas. Rosyjski anarchista Michaił Bakunin sam był przeciwnikiem patriarchatu; wspierał równouprawnienie płci i niezależność oraz swobodę kobiet w kształtowaniu własnego stylu życia.
W Argentynie w latach 90. XIX wieku, Virginia Bolten wydawała gazetę La Voz de la Mujer; poruszano w niej tematykę anarchizmu, feminizmu i komunizmu.
Podczas wojny domowej w Hiszpanii powstała organizacja Mujeres Libres, która była wspierana przez hiszpańską anarchofeministkę Federicę Montseny. Sama Montseny była zdania, że kobiety mogą zrewidować swoje role poprzez działalność artystyczną; tego samego zdania była Turczynka Anja Meulenbelt, która promowała pisanie autobiorgafii jako literatury najlepiej przedstawiającą prawdę. Jedna z założycielek Mujeres Libres i członkini CNT Lucía Sánchez Saornil była publicystką i poetką; pod męskim pseudonimem Luciano de San Saor poruszała tematykę homoseksualizmu, który w latach 30. XX wieku był w Hiszpanii nielegalny.

#### Feminizm marksistowski

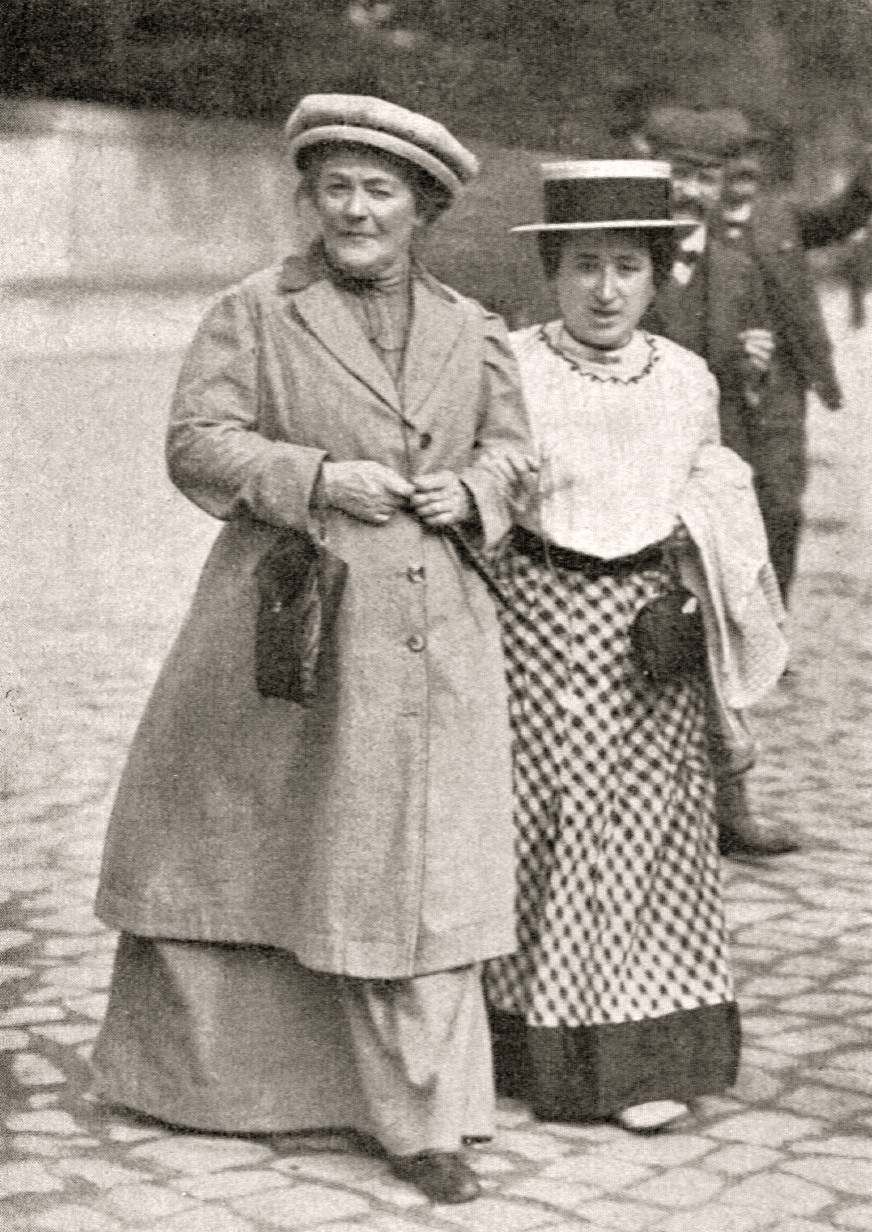
Clara Zetkin i Róża Luksemburg (1910)

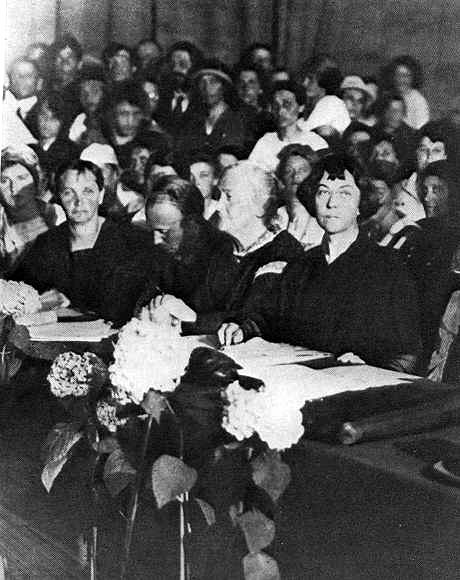
Clara Zetkin (po lewej) i Aleksandra Kołłontaj na spotkaniu Kominternu (1921)

Clara Zetkin i Eleanor Marx popierały rewolucję proletariacką, ponieważ uważały, że byłaby w stanie rozwiązać jak najwięcej nierówności między sytuacją kobiet a sytuacją mężczyzn . Uważano, że feminizm marksistowski miał najbardziej radykalne żądania w kwestii równouprawnienia płci; marksistowskie feministki jak Clara Zetkin i Aleksandra Kołłontaj były przeciwne integrowania się ze zwolennikami kapitalistycznych form feminizmu. Kołłontaj nie deklarowała się jako feministka, mimo że miała bardzo duży wpływ na ideę socjalistycznego feminizmu, sama nie deklarowała się jako feministka; miała nawet krytyczne stanowisko wobec działania ruchów feministycznych, a ich działaczki uważała za naiwne, ponieważ te miały uważać swoją płeć za jedyną przyczynę nierówności w kapitalizmie. Według Kołłontaj, w rzeczywistości problemem nierówności społecznych jest podział klas społecznych, który z kolei doprowadził do walki płci; zaznaczyła ponadto, że wśród mężczyzn również występował wyraźny podział klas społecznych.
Jedna z ważniejszych członkiń Komunistycznej Partii Stanów Zjednoczonych, marksistka Mary Inman nie zgadzała się z głównym stanowiskiem partii na temat pracy kobiet w domu; argumentowała, że dom jest miejscem pracy, a gospodynie domowe produktywnie ją wykonują. W 1940 roku Inman wydała publikację In Woman's Defense, a dwa lata później Woman-Power; początkowo jej pierwsza publikacja została pozytywnie przyjęta przez innych ważniejszych członków CPUSA, w tym przez Elizabeth Gurley Flynn i Ellę Reeve Bloor, jednak kierownictwo partii zaczęło w 1941 roku atakować Inman z powodu jej rzekomego "odchylenia ideologicznego"; w partyjnym miesięczniku The New Masses ukazała się nawet seria artykułów negatywnie odnosząca się do jej poglądów.
Socjalistyczna i marksistowsko-feministyczna organizacja Radykalne Kobiety uważała, że zniewolenie kobiet było pierwszym czynnikiem służącym do powstania kapitalizmu; działaczki tej organizacji uważają, że zniesienie tego systemu spowoduje również zakończenie przejawiania zachowań seksistowskich, rasistowskich i homofobicznych.

## Prace teoretyczne

### Kapitalistyczny patriarchat i sprawa feminizmu socjalistycznegoautorstwaZillah Eisenstein(1978)
Zillah Eisenstein wydała tę pracę w 1978 roku; zdefiniowała w niej termin kapitalistycznego patriarchatu jako wzajemnie wzmacniającą się dialektykę między społeczeństwem kapitalistycznym a hierarchiami po rewolucji seksualnej. Autorka uważała, że liberalizm opiera się na wykluczeniu kobiet z życia publicznego, a żądania rzeczywistego równouprawnienia płci mogłoby obalić patriarchalną strukturę, którą kieruje się liberalne społeczeństwo.
Socjolożka i nauczycielka akademicka Rhonda F. Levine w swojej publikacji Enriching the Sociological Imagination: How Radical Sociology Changed the Discipline pozytywnie oceniła pracę Eisenstein i nazwała jej pracę jako jedno z pierwszych wyjaśnień, w jaki sposób marksistowska analiza klas może być połączona z feministyczną analizą patriarchatu, by wywnioskować wspólne czynniki między klasą społeczną a płcią.

### Manifest cyborgaautorstwaDonny Haraway(1985)

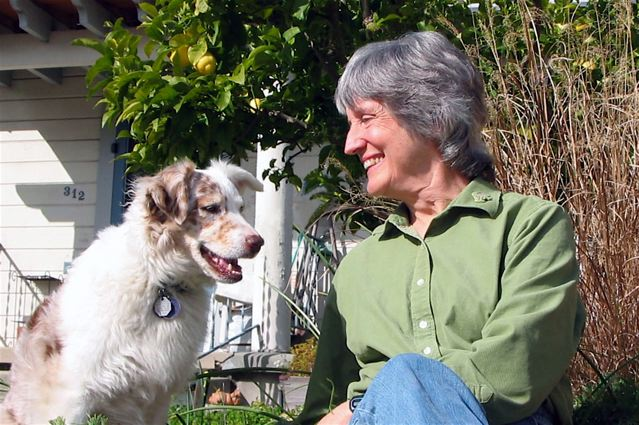
Donna Haraway ze swoim psem (2006)

Chociaż Donna Haraway w poprzednich pracach koncentrowała się na podkreślaniu znaczenia udziału mężczyzny w nauce, wniosła również bardzo duży wkład w interpretowanie feminizmu w XX wieku. W publikacji występują terminy jak informatyka dominacji (uznanie przez feministki sytuacji, w której obecnie się znajdują, żeby miały jakikolwiek udział w społeczeństwie) oraz "ironiczne marzenie o wspólnym języku kobiet w układzie scalonym" (cel, do którego według autorki powinny dążyć feministki).

## Socjalistyczny feminizm w praktyce
Zwolennicy socjalistycznego feminizmu uważają, że sposobu na wyzwolenie kobiet spod ucisku maskulinizmu należy szukać w połączeniu ze sprawiedliwością społeczną i ekonomiczną; są zdania, że dominacja mężczyzn nie jest jedyną formą ucisku kobiet .

### Socjalistyczny feminizm w NRD
W Niemieckiej Republice Demokratycznej zrealizowano takie postulaty feministyczne, jak:
- od 1972 roku dozwolona aborcja do 12. tygodnia ciąży,
- opieka nad dziećmi przez przedszkola,
- zachęcanie kobiet do podjęcia studiów.

### Międzynarodowy Spisek Terrorystyczny Kobiet z Piekła(WITCH)
Międzynarodowy Spisek Terrorystyczny Kobiet z Piekła (ang. Women's International Terrorist Conspiracy from Hell) to nazwa wielu powiązanych ze sobą, niezależnych grup feministycznych, utworzonych w latach 1968–1969 w Stanach Zjednoczonych; grupy te odegrały ważną rolę w rozwoju socjalistycznego feminizmu. WITCH miała nawet wpływ na spadek indeksu giełdowego Dow Jones Industrial Average podczas Halloweenu w 1968 roku; w ciągu kilku dni indeks ten odnotował powrót do sytuacji sprzed kryzysu.

### Wielki Płomień
Wielki Płomień (ang. The Big Flame) był brytyjską partią polityczną działającą w latach 1970–1984; jej działacze deklarowali się jako feminiści walczący o klasę robotniczą. Nazwa partii nawiązuje do filmu Wielki Płomień z 1969 roku. Na partię miała wpływ działająca w latach 1969–1976 skrajnie lewicowa paramilitarna włoska organizacja Lotta Continua.
Partia wydawała do 1982 roku dziennik Revolutionary Socialism; zaprzestano jego wydawania, ponieważ w tym czasie coraz więcej członków Wielkiego Płomienia przechodziło do Partii Pracy . Część byłych członków Wielkiego Płomienia w kwietniu 1987 założyła tabloid News on Sunday, który zakończył działalność już w listopadzie tego roku .